# Liste von Sufi-Orden
Ein Sufi-Orden (Tarīqa) ist eine Derwisch-Bruderschaft innerhalb des mystischen Islam (Sufismus).

## Muslimische Orden
- Azeemia
- Aissaoua
- Al-Ahbāsch
- Badawiyya (Badawi)
- Baqqa'iyya
- Bayramiyya/Bayrami
- Bektaschiyya/Bektaschi
- Burhaniyya/Burhani
- Boutchichiya
- Chalwatīya
- Chatmiyya
- Chishtiyya/Chishti
- Dandarawiyya
- Darqawiyya/Darqawi
- Dhahabiyya
- Dscha'fariyya
- Dscherrahiyya/Dscherrahi
- Fādilīya
- Faruki
- Gulsheni Sufi Orden in Üsküdar von den Roma in der Türkei gegründet, die sich als Nachfahren der indischen Derwische betrachten die im Osmanischen Reich Sufi Lodges gründeten[1]
- Iqbalia
- Sarwaria Qadria
- Qadria Iqbalia
- Iqbalia Nooria
- Halveti/Ussaki
- Haziriyya/Haziri
- Haksariyya oder Khaksari
- Haqqa
- Kāzarūnīya/Murschidīya/Ishāqīya
- Kasnazānīya
- Kubrawiyya
- Maktab Tarighat Oveyssi Shahmaghsoudi
- Malamiyya/Malami
- Maryamiyya
- Mevleviyya/Mevlevi
- Murīdīya
- Nadiriyya/Nadiri
- Naqschbandiyya/Naqschbandi
- Nasiriyya
- Nematollahi
- Nur Ashki Jerrahi Sufi Order
- Nuraniyya
- Nurbakhshiyya/Nurbakhshi
- Qadiriyya/Qadiri
- Ramazaniyya/Ramazani
- Raschidiyya
- Rifaiyya/Rifai, auch Rufaiyya/Rufai
- Safawiyya
- Salihiyya
- Sanussiyya/Senussi
- Suhrawardiyya/Suhrawardi
- Schādhilīya
- Tidschani/Tidschaniyya
- Yaschrutiyya
- Yeseviyya/Yesevi

## Nicht-muslimische Orden
- Sufi Movement International
- Sufi Order International
- Sufism Reoriented
- Golden Sufis